# Oiu
Oiu – wieś w Estonii, w prowincji Viljandi, w gminie Viljandi. Wieś położona jest nad jeziorem Võrtsjärv.
W latach 1991–2017 (do reformy administracyjnej gmin Estonii) wieś znajdowała się w gminie Kolga-Jaani.
Przez wieś przepływa rzeka Tänassilma.